# Smith & Wesson Модель 39
Smith & Wesson Модель 39 — самозарядний пістолет розроблений для випробувань службових пістолетів у Армії США в 1954 році. Після того як армія відмовилася від пошуку нового пістолета, Модель 39 у 1955 році з'явилася на цивільному ринку і стала першим самозарядним пістолетом першого покоління компанії Smith & Wesson. Модифікована версія у невеликій кількості використовувалася Командуванням військово-морських спеціальних операцій ВМС США під назвою Mk 22 Mod 0.

## Опис
Smith & Wesson Модель 39 став першим американським самозарядним пістолетом подвійної дії, який почали продавати у США. Під час Другої світової війни німецький пістолет подвійної дії Walther P38 вразив американських військових. Корпус армійських озброєнь видав замовлення на американський еквівалент P38. У 1949 році Smith & Wesson почали розробку Моделі 39 під набій 9×19мм Luger, а у 1955 році пістолет потрапив на ринок. Цей пістолет став першим поколінням самозарядних пістолетів. Після появи Моделі 39, S&W продовжили розвивати напрямок самозарядних пістолетів і втілює зараз свої ідеї у пістолети третього покоління. Моделі першого покоління мали 2 цифри у номері моделі, друге покоління має 3 цифри, а третє покоління - 4 цифри.

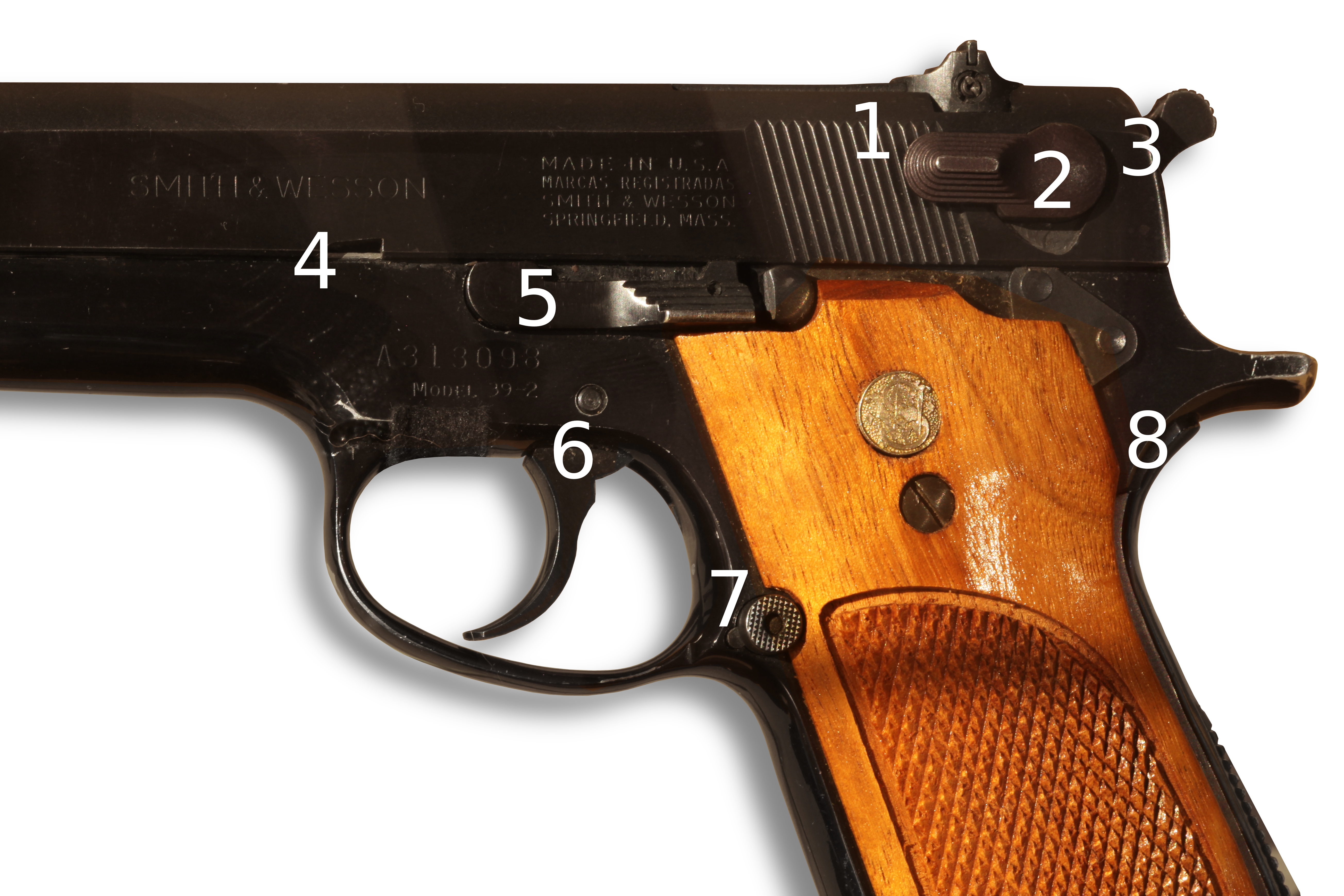
Органи керування.

Спочатку Модель 39 випускали на анодованій алюмінієвій рамці, з вигнутою спинкою руків'я та вороненим затвором з вуглецевої сталі з запобіжниками на ньому. Руків'я складалося з трьох частин, накладні панелі з горіху об'єднувалися металевою задньою планкою. Кнопка  магазинної засувки розташована позаду спускової скоби, як у пістолета M1911A1, який потрібно було замінити.Також існував пістолет з УСМ одинарної дії. Він мав назву Модель 44.
Було випущено невелику партію Моделі 39 зі сталевою рамкою. Така модель стала основою для цільового пістолета Модель 52. Модель 52 отримала довший ствол і затвор (5 дюймів) та стала одним з небагатьох самозарядних пістолетів під набій .38 Special (лише з кулями з пласким носом). Через фланцевий набій місткість магазина становить лише п'ять набоїв. Ще один варіант, Модель 952, під набій 9мм Luger, до сих пір випускає Smith & Wesson Performance Center лімітованими партіями. Виробництво Моделі 52 було припинено у 1992 році, коли зламалося обладнання і ремонт виявився дуже дорогим.
Модель 39 стала основою для наступного пістолета Smith & Wesson Модель 59, який отримав калібр 9мм Парабелум, але мав ширшу алюмінієву рамку з прямою спинкою руків'я, що дозволило збільшити місткість магазина до 14 набоїв.
Модель 39 мала звичайний затвор, вставний ствол, закриту затворну коробку на відміну від P38. Модель 39 отримала модифіковану схему замикання зі зчепленим затвором на основі Browning P35 (High Power). У першому поколінні Моделі 39 затвори мали довгі пружинні сталеві екстрактори або підпружинений поворотний екстрактор із зубцем. Довгі екстрактори були крихкими, а тому їх замінили на поворотні. Однак довгий екстрактор виявився надійнішим за поворотний.
Модель 39 отримала багато особливостей від Walther P38, наприклад важіль безпечного спуску курка яки розмикав спусковий гачок і курок. Smith & Wesson навіть скопіювали 8-зарядний однорядний магазин, але додали вирізи для магазинної засувки. Загальна довжина Моделі 39 становила 192 мм, довжина ствола 102 мм. Вага Моделі 39 була 780 г; така низька вага була через використання алюмінієвої рамки.
У 1968 році Модель 39 почали використовувати у поліції штату Іллінойс, це допомогло здобути прихильність самозарядній зброї у правоохоронців. Публічність допомогла комерційним продажам і підготувало грунт для більш прийнятної Моделі 59 з її магазином більшої місткості, принаймні для використання під прикриттям або детективами поліції, де пістолет з УСМ подвійної дії (та магазин більшої місткості) мали перевагу над однорядними магазинами самозарядних пістолетів та над револьверами того часу.
Під час війни у В'єтнамі Командування військово-морських спеціальних операцій ВМС США використовувало модифіковану Модель 39 з ширшою рамкою руків'я, що дозволило користуватись 14-зарядними магазинами. Їх отримували командири підрозділів MST-2 у якості особистої зброї. Модифікований або не модифікований варіант Моделі 39, Mk 22 Mod 0, також використовували підрозділи SEAL, де він отримав прізвисько "hush puppy" (тихе цуценя). Модифікований пістолет мав глушник з замком затвора (замок не дозволяв рухатися затвору назад після пострілу зменшуючи таким чином шум). Mk 22 Mod 0 мали відкриті приціли, які можна було піднімати, щоб полегшити прицілювання над великим глушником. Метою зброї було знищення сторожових собак або охоронців, щоб не тривожити основну ціль.